# 南出康世

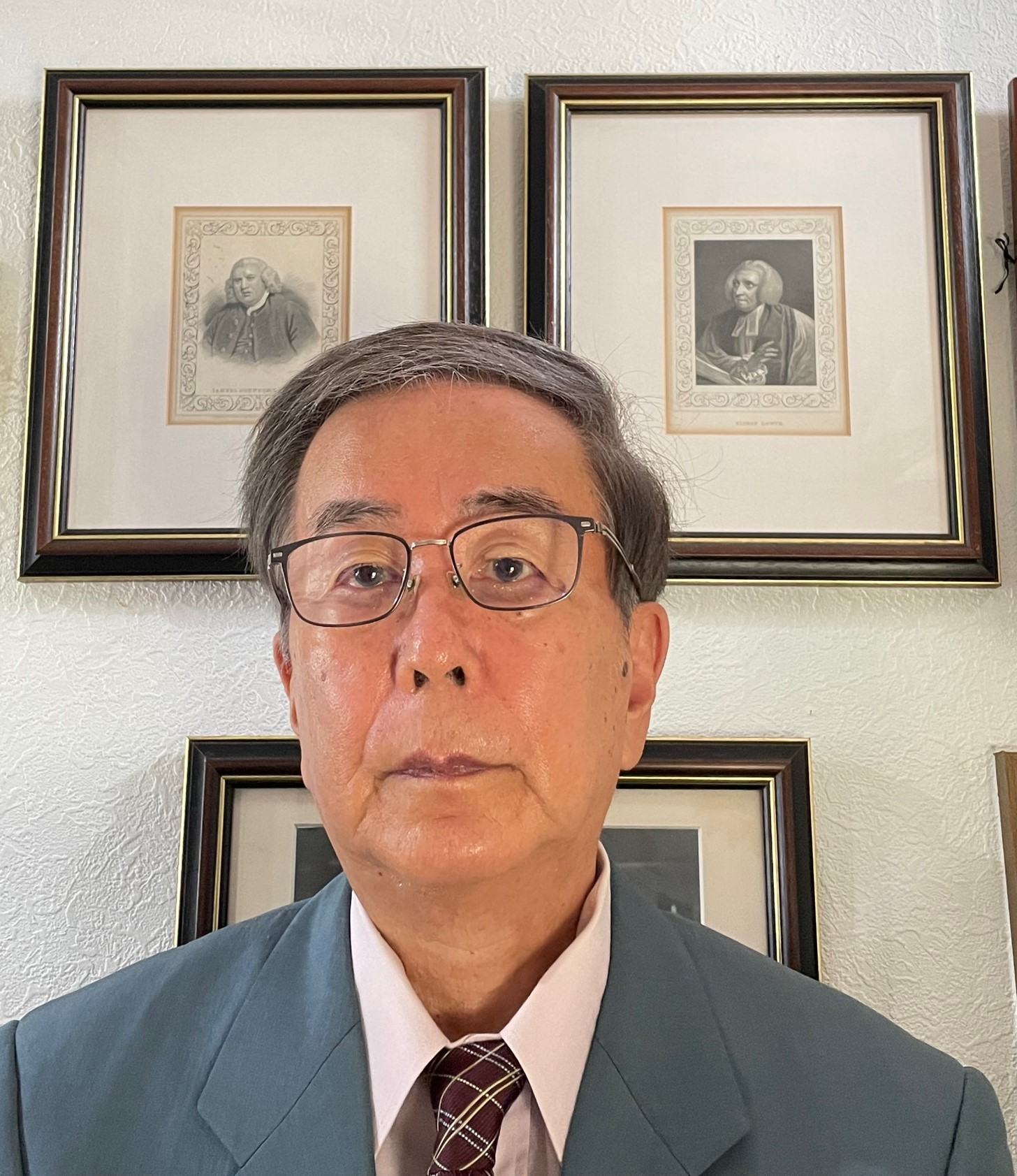

南出 康世（みなみで こうせい、1942年4月12日 - ）は、日本の英語学者。大阪女子大学名誉教授。

## 経歴
1966年神戸大学教育学部英語科卒業。1971年、神戸市外国語大学大学院英語学研究科修士課程修了。神戸山手女子短期大学講師、助教授、大阪女子大学助教授、大阪府費による海外出張（ロンドン大学）、教授、大阪女子大学付属図書館長、大阪府立大学教授、2006年定年退任。1992年、大阪女子大学附属図書館編『大阪女子大学蔵 蘭学英学資料選』（原田裕・金水敏・屋名池誠・前田広幸と分担執筆）で日本英学史学会豊田実賞受賞、2006年 English Lexicography in Japan(石川慎一郎・村田年・投野由紀夫と共編：大修館書店)で日本大学英語教育学会(JACET)学術賞受賞。

## 著書
- 『英語の辞書と辞書学』大修館書店 1998

### 共編・編集
- 『大阪女子大学蔵 洋学資料総目録』乾善彦, 前田広幸, 楼井豪人と共編　大阪女子大学附属図書館 2000
- 『ジーニアス英和辞典 第3版』小西友七と編集主幹 大修館書店 2001
- 『ジーニアス英和大辞典』小西友七と編集主幹 大修館書店 2001
- 『ジーニアス和英辞典 第2版』小西友七と編集主幹 大修館書店 2003
- 『ジーニアス英和辞典 第4版』小西友七と編集主幹  大修館書店 2006
- 『英語研究と英語教育 ことばの研究を教育に活かす』岡田伸夫, 梅咲敦子と共編　英語教育学大系 大修館書店 2010
- 『ジーニアス和英辞典 第3版』中邑光男と編集主幹  大修館書店 2011
- 『ジーニアス英和辞典 第5版』編集主幹 大修館書店 2014
- 『英語辞書をつくる 編集・調査・研究の現場から』赤須薫,井上永幸,投野由紀夫,山田茂共編 大修館書店 2016
- 『ジーニアス英和辞典 第6版』中邑光男と編集主幹 大修館書店 2022年[2]

その他
- 1989(1992,2000)年『コンパクト構文100』編集/2004(2010)『コンパクト構文90』監修 (以上数研出版) / 1994（1998, 2003, 2007）年 文部科学省検定済高校英語教科書『Polestar Writing Course』/ 2012 (2016)年『Big Dipper: English Expression１』/ 2013 (2017)年『Big Dipper: English Expression 2』/(2021)『Big Dipper: English Logic and Expression　I』/ (2022)『 Big Dipper: English Logic and Expression　II』 (以上数研出版)で著者代表

### 翻訳
- マイケル・スタッブズ『談話分析 自然言語の社会言語学的分析』内田聖二共訳 研究社出版 1989
- ハワード・ジャクソン『英語辞書学への招待』石川慎一郎共監訳 大修館書店 2004
- マイケル・スタッブズ『コーパス語彙意味論 語から句へ』石川慎一郎共監訳 研究社 2006
- A.P.Cowie 編『慣用連語とコロケーション コーパス・辞書・言語教育への応用』石川慎一郎共監訳 くろしお出版 2009

## 論文
- <南出康世